# Ansambel Frajkinclari
Ansambel Frajkinclari je narodnozabavna zasedba, ki je bila ustanovljena leta 1995. Ansambel je v letih delovanja dosegel več uspehov na najpomembnejših festivalih. Velik uspeh je dosegel zaradi prepoznavnega izvirnega zvena. Ena njihovih še danes najbolj prepoznavnih skladb je Srčna napaka.

## Zasedba
Zasedba je vse od ustanovitve ansambla ostala nespremenjena. Sestavljajo jo brata Waldhütter, in sicer Miran na kromatični harmoniki, ki je avtor večine melodij skladb ansambla, in Dušan na kitari, ki je avtor večine besedil skladb ansambla. Kontrabasist ansambla je Ivan Finžgar, pevec pa Srečko Zorko, ki v ansamblu zaigra tudi na diatonično harmoniko. Kot peti član se jim občasno pridruži še bobnar Bojan Peter.
Vsak izmed ustanovnih štirih članov ima tudi vzdevek, po katerem je poznan. Dušan Waldhütter je Duc, njegov brat Miran Hitri, kontrabasist Ivan Finžgar je Jež in pevec Srečko Zorko Anzloh.

## Delovanje
Ansambel Frajkinclari je bil ustanovljen leta 1995 in deluje že od vsega začetka v nespremenjeni postavi. Udeležili so se več narodnozabavnih in drugih festivalov in se praktično od povsod vrnili z nagradami. Posebnost ansambla je namreč, da je njihova glasba akustična, besedila so izpovedna in humorna. Sami so avtorji praktično vseh pesmi in priredb.
Leta 2000 so skupaj s skupino Mi2 izdali posneli skladbo z naslovom Oda gudeki, ki je postala uspešnica. Izšla je tudi na tretjem albumu skupine Mi2 Album leta, ki je bil izdan istega leta.
V času delovanja so izdali štiri albume. Največji uspeh je dosegel drugi, Srčna napaka. Naslovna pesem je v času, ko glasbeniki še niso izdajali skladb s provokativnimi besedili, dvignila oblak prahu in celo zgražanja, vendar je postala eden najbolj prepoznavnih pesmi.

## Uspehi
Ansambel Frajkinclari je do sedaj na festivalih narodnozabavne glasbe dosegel naslednje uspehe in nagrade:
- 1996: Festival Števerjan – Nagrada za najboljši trio festivala.
- 1996: Festival Ptuj – Nagrada občinstva.
- 1996: Festival Cerkvenjak – Nagrada občinstva in nagrada za najboljšo priredbo ljudske skladbe.
- 1997: Festival Vurberk – Bronasti zmaj, 2. nagrada strokovne komisije za izvedbo in nagrada predstavnikov radijskih postaj.
- 1997: Festival Ptuj – Nagrada občinstva, 1. nagrada strokovne komisije, zlati Orfej.
- 1997: Festival narečnih popevk – Nagrada za najboljšo skladbo po izboru strokovne komisije in nagrada za najboljšo skladbo po izboru občinstva (Skladba: Stopili smo skup).
- 1998: Slovenska polka in valček – Najboljša polka: Kdor je srečen, je lep.
- 2000: Festival Števerjan – Nagrada za najboljši ansambel festivala.
- 2001: Festival narečnih popevk – Nagrada za najboljšo skladbo po izboru strokovne komisije (Skladba: Naša fara).

## Diskografija
Ansambel Frajkinclari je izdal 4 albume. To so:
1. Samci res da plačujemo svojo svobodo drago, a kdaj je bila svoboda poceni (1997)
2. Srčna napaka (2000)
3. Naša fara (2002)
4. Pa je le fajn! (2007)

Za kaseto Srčna napaka so leta 2000 prejeli platinasto ploščo Založbe kaset in plošč RTV Slovenija za več kot 15000 prodanih izvodov.

## Največje uspešnice
Ansambel Frajkinclari je najbolj poznan po naslednjih skladbah:
- Kaj si moreš, dragi človek
- Kdor je srečen, je lep
- Oda gudeki (z Mi2)
- Srčna napaka
- Šmarnica je večna